# Nena Daconte
Nena Daconte je španělská hudební popová skupina tvořená madridskou zpěvačkou Mai Meneses a barcelonským muzikantem Kimem Fanlo. Název skupiny je převzat z povídky „El rastro de tu sangre en la nieve“ od spisovatele Gabriela Garcíi Márqueze.
Nena Daconte má na kontě hned několik úspěšných singlů. Poprvé o sobě toto hudební duo dalo vědět roku 2005, když se do éteru dostala píseň "Idiota" z alba "He perdido los zapatos" (Ztratil/a jsem boty). Výrazného úspěchu se Nena Daconte dočkala roku 2006, když se na první příčky španělských hitparád dostal singl "En qué estrella estará".
Velkou odezvu měl singl "Tenía tanto que darte" (Měla jsem ti toho tolik co dát") z alba "Retales de carnaval", který rozvířil bulvární polemiky o tom, zda se píseň nevztahuje k Maiinim údajným neúspěšným pokusům o přivedení potomka na svět.
Na počátku roku 2009 slavil úspěch klip "Aleph" (podle stejnojmenné povídky od Borgese), který se točil v zimě na severozápadě Barcelony.
V létě 2009 byl, opět v Barceloně, natočen klip "Ay Amor" (Ach, láska), který se dá považovat, na rozdíl od většiny písní tohoto dua, za jednoznačně pozitivně laděný.
V září se pak spolu s "Ay Amor" dostala do éteru skladba "Perdóname", která však byla nazpívána s argenitnským zpěvákem Coti.
Nena Daconte se letos neprobojovala na Eurovision Song a skončila už v domácích kolech. Popularita skupiny ale došla až do Latinské Ameriky, kde na podzim 2009 Nena Daconte účinkovala na svém prvním velkém zahraničním turné.